# Бронепалубные крейсера типа «Исла де Лусон»
Крейсера типа «И́сла де Лусо́н»  — серия малых бронепалубных крейсеров военно-морского флота Испании. Принимали участие в испано-американской войне 1898 г.

## История создания
Принятая в 1884 году 10-летняя судостроительная программа предполагала заказ для флота Испании на иностранных верфях трёх бронепалубных крейсеров — одного большого (будущая «Рейна Рехенте») и двух малых. В дальнейшем строительство кораблей этих типов должно было быть освоено на испанских верфях. В 1885 году изготовление двух малых крейсеров было поручено британской фирме «Армстронг». Корабли поставлялись без артиллерийского вооружения, которое они получали уже в Испании. Стоимость каждого корабля без вооружения составляла 1,125 млн. песет, с вооружением 2,4 млн. песет. 

## Представители
Построенные в английском Эльсвике корабли были названы в честь самых больших островов, находившихся в это время во владении Испании
«Исла де Лусон» — заложен 25 февраля 1886 г., спущен на воду 13 ноября 1886 г., вступил в строй 22 сентября 1887 г. С 1900 г. во флоте США как «Лусон». С 1920 г. гражданское судно «Ревайвер».
«Исла де Куба» — заложен 25 февраля 1886 г., спущен на воду 11 декабря 1886 г., вступил в строй 22 сентября 1887 г. С 1900 г. во флоте США как «Куба». С 1912 г. в ВМС Венесуэлы как «Маршал Сукре» («Марискаль Сукре»).
Третий корабль серии строился по английским чертежам в самой Испании, на государственной верфи Каррака в Кадисе. «Маркиз де Энсенада» — заложен 1 января 1887 г., спущен на воду 1 февраля 1890 г., вступил в строй 1 января 1892 г.
Автором проекта стал известный кораблестроитель Уильям Уайт. Он был вынужден учитывать требования испанцев, настаивавших на первенствующем значении силы вооружения над скоростью корабля. Поскольку при крайне ограниченном тоннаже добиться сбалансированности этих показателей было невозможно, «Исле де Лусон» и «Исла де Куба» в результате напоминали не знаменитые «эльсвикские» быстроходные крейсера, а явились несколько улучшенным типом безбронных крейсеров типа «Веласко» (первые два корабля были построены в начале 1880-х гг. в Британии). Восемь кораблей типа «Веласко», составлявшие основу испанских эскадр на Филиппинах и в Вест-Индии, фактически были обыкновенными колониальными канонерками для стационарной службы. «Исла де Лусон» и «Исла де Куба» отличались от них лучшим ходом и защитой в виде бронепалубы и, в принципе, должны были качественно усиливать колониальные флотилии, с чем едва ли могли справиться. На испанском флоте корабли были причислены к «крейсерам 2-го ранга», но по мировой классификации относились к 3-му или 4-му рангу.

## Конструкция

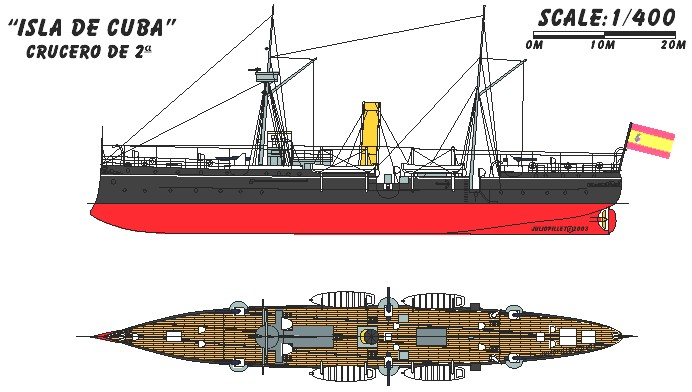
Схема крейсера «Исла де Куба»

Крейсера типа «Исла де Лусон» имели стальной корпус с протяженными полубаком и полуютом и форштевнем таранного типа. Одна дымовая труба и две мачты с парусным вооружением шхуны. Два винта. Паровая машина типа «компаунд» тройного расширения мощностью в 2200 л. с., питаемая двумя цилиндрическими котлами, при форсированной тяге могла разогнать 1000-тонный корабль до 16 узлов. При естественной тяге скорость не более 14 узлов. Главную защиту корабля составляла броневая палуба толщиной от 1 до 2,5 дюймов. Вертикальное бронирование ограничивалось боевой рубкой (2-дюймовая броня) и щитами орудий.
Основное артиллерийское вооружение состояло из четырех 120-мм орудий испанской фирмы Онтория (Гонтория), установленных на спонсонах на возвышенных полубаке и полуюте по два на борт. Таким образом, корабль мог вести огонь на нос, корму и на каждый борт из двух 120-мм орудий. Вспомогательное вооружение состояло из двух 57-мм орудий Онтория, установленных на каждый борт по миделю, и двух 37-мм скорострельных пушек Гочкиса на марсе грот-мачты. Минное вооружение состояло из трех 14-дюймовых торпедных аппаратов.
В целом, крейсера типа «Исла де Лусон» представляли собой достаточно удачный вариант малого судна с сильным артиллерийским вооружением и некоторой броневой защитой. Главным недостаткам этого типа кораблей считалась плохая мореходность. Небольшое узкое судно, перегруженное артиллерией, при волнении страдало сильной поперечной качкой, угрожавшей опрокидыванием.

## Служба на испанском флоте

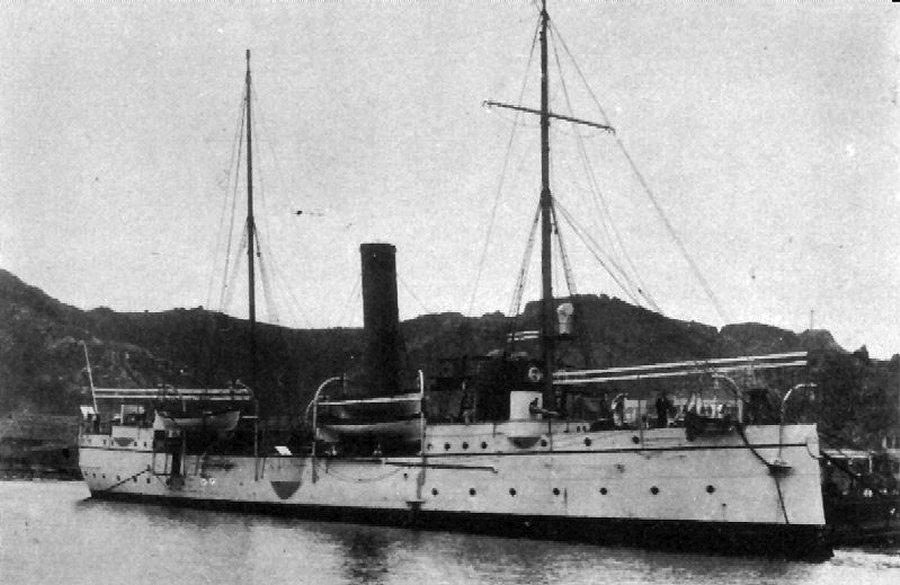
Крейсер USS «Исла де Лусон», 1905

После вступления в строй «Исла де Лусон», «Исла де Куба», а затем и «Маркиз де Энсенада» были включены в Практическую эскадру, базировавшуюся в портах Испании. В 1893—1894 гг. они принимали участие в войне с марокканскими племенами, обстреливая африканское побережье. Участвовали в многочисленных визитах в иностранные порты. Так в 1895 г. «Маркиз де Энсенада» вместе с броненосцем «Пелайо» представлял Испанию на торжествах по случаю открытия Кильского канала. В том же году «Исла де Лусон» был привлечен к поискам пропавшего в кораблекрушении крейсера «Рейна Рехенте».
После начала в 1896 г. антииспанского восстания на Филиппинах, «Исла де Лусон» и «Исла де Куба» были отправлены в Манилу, где стали, наряду с флагманской «Рейной Кристиной» самыми современными и боеспособными кораблями испанской Филиппинской эскадры. Во время испано-американской войне два малых бронепалубных крейсера участвовали 1 мая 1898 г. в битве при Кавите с американской эскадрой коммодора Дьюи. Из всей испанской эскадры «Исла де Куба» и «Исла де Лусон» пострадали в наименьшей степени, получив соответственно 2 и 3 попадания, которые не причинили им серьёзного ущерба. Только на «Исла де Лусон» было сбито одно из орудий и 6 человек оказалось ранеными. На «Исла де Куба» было двое раненых. Это можно объяснить тем, что американцы концентрировали огонь на крупных испанских судах — «Рейне Кристине» и «Кастилии». Когда флагманская «Рейна Кристина» получила тяжелые повреждения, испанский командующий контр-адмирал Патрисио Монтехо перенес свой флаг на «Исла де Куба».

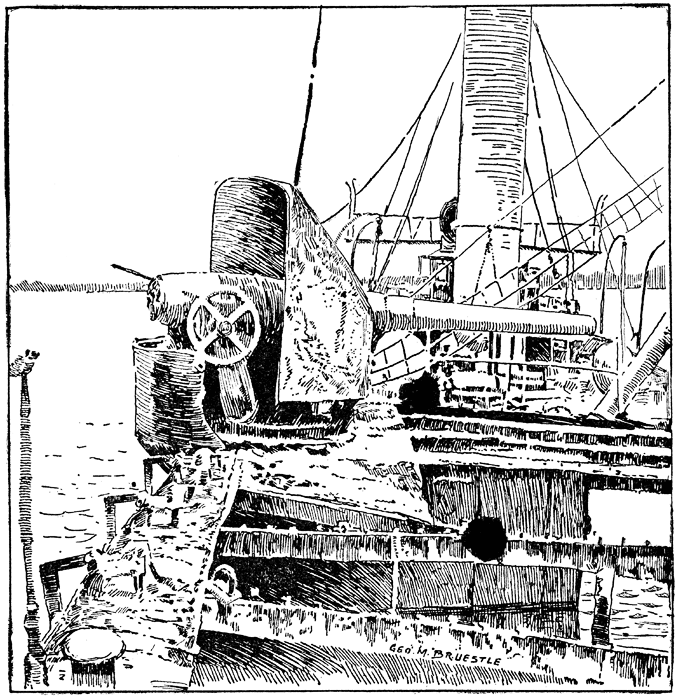
Орудие на сожженной палубе «Исла де Лусон» после боя 1.05.1898

После временного отхода американской эскадры «Исла де Лусон» и «Исла де Куба» вместе с уцелевшими испанскими судами укрылись за арсеналом Кавите, но через три часа Дьюи повторил нападение. У арсенала появилась посланная в разведку американская канонерка «Петрел». Каждый из малых испанских крейсеров был равен по силе «Петрелу», но адмирал Монтехо отдал приказ затопить все суда. Покинутые командами «Исла де Куба» и «Исла де Лусон» легли на дно у южного берега бухты. Из-за мелководья корпуса остались до палубы на поверхности. Через некоторое время к ним подошли спущенные с «Петрела» шлюпки с абордажными отрядом, который поджег испанские корабли.
Единственный оставшийся у Испании крейсер данного типа — «Маркиз де Энсенада» — служил до 1920 г., после чего был разобран.

## Служба в США
После окончания войны с Испанией США столкнулись с необходимостью вести боевые действия на Филиппинах против местных повстанцев. В связи с этим было решено восстановить потопленные испанские суда. «Исла де Лусон» была доставлена на буксире для ремонта в Сингапур, а «Исла де Куба» — в Гонконг. Вновь введены в строй соответственно в январе и апреле 1900 г. и включены в состав флота Соединенных Штатов под названием «Лусон» и «Куба». В ходе ремонта корабли были перевооружены. Вместо четырех испанских 120-мм орудий было установлено два 102-мм американских орудия на носу и корме. Активно участвовали в боевых действиях на юге Филиппин в 1900—1901 гг. как патрульные корабли и суда снабжения. Так, «Куба» сыграла большую роль в обеспечении окруженного филиппинцами американского гарнизона в Ормосе на острове Лейте, «Лусон» принял участие в блокаде повстанцев на острове Самар на заключительной стадии военных действий.
В 1903 г. «Лусон», а в 1904 г. «Куба» были переведены с Филиппин на атлантическое побережье США. Служили в береговой охране. Прошли ремонт с заменой котлов — «Куба» в 1907 г., «Лусон» в 1911 г., после чего перешли в разряд учебных судов (видимо, в это время, по крайней мере, на «Кубе» была установлена вторая дымовая труба). В 1912 г. «Куба» была продана в Венесуэлу.

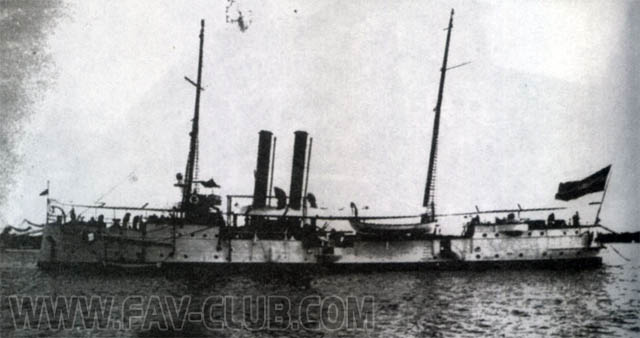
Венесуэльский крейсер «Маршал Сукре». 1937 г.

«Лусон» продолжал служить учебным судном, в 1917 г. был переведен в Чикаго, в 1918 г. — в торпедную школу в Ньюпорте, для чего на нем установили новые торпедные аппараты. В 1919 г. разоружен и исключен из состава флота. В 1920 г. продан частной пароходной кампании, переименован в «Ревайвер», ходил между Нью-Йорком и Багамскими островами

## Служба в Венесуэле
2 апреля 1912 г. бывший испанский крейсер «Исла де Куба» был продан Венесуэле, став крупнейшим военным судном этой страны. Корабль был переименован в «Маршал Сукре». С 1929 г. являлся учебным судном. Исключен из списков флота в 1940 г. Потоплен в ходе маневров 22 января 1952 г.